# Voo em pterossauros
Os pterossauros formam um clado de répteis cujos representantes viveram durante a era Mesozoica, sendo o espécime mais antigo encontrado datado em cerca de 215 milhões de anos. Foram os primeiros vertebrados a desenvolverem a capacidade de voo motorizado, na qual a musculatura é a responsável por gerar a força aerodinâmica. Tal capacidade parece ter surgido de forma independente de outros grupos de vertebrados voadores, como as aves e os morcegos, e está associada a uma série de adaptações que permitiram uma melhor adequação ao estilo de vida aéreo.

## Adaptações

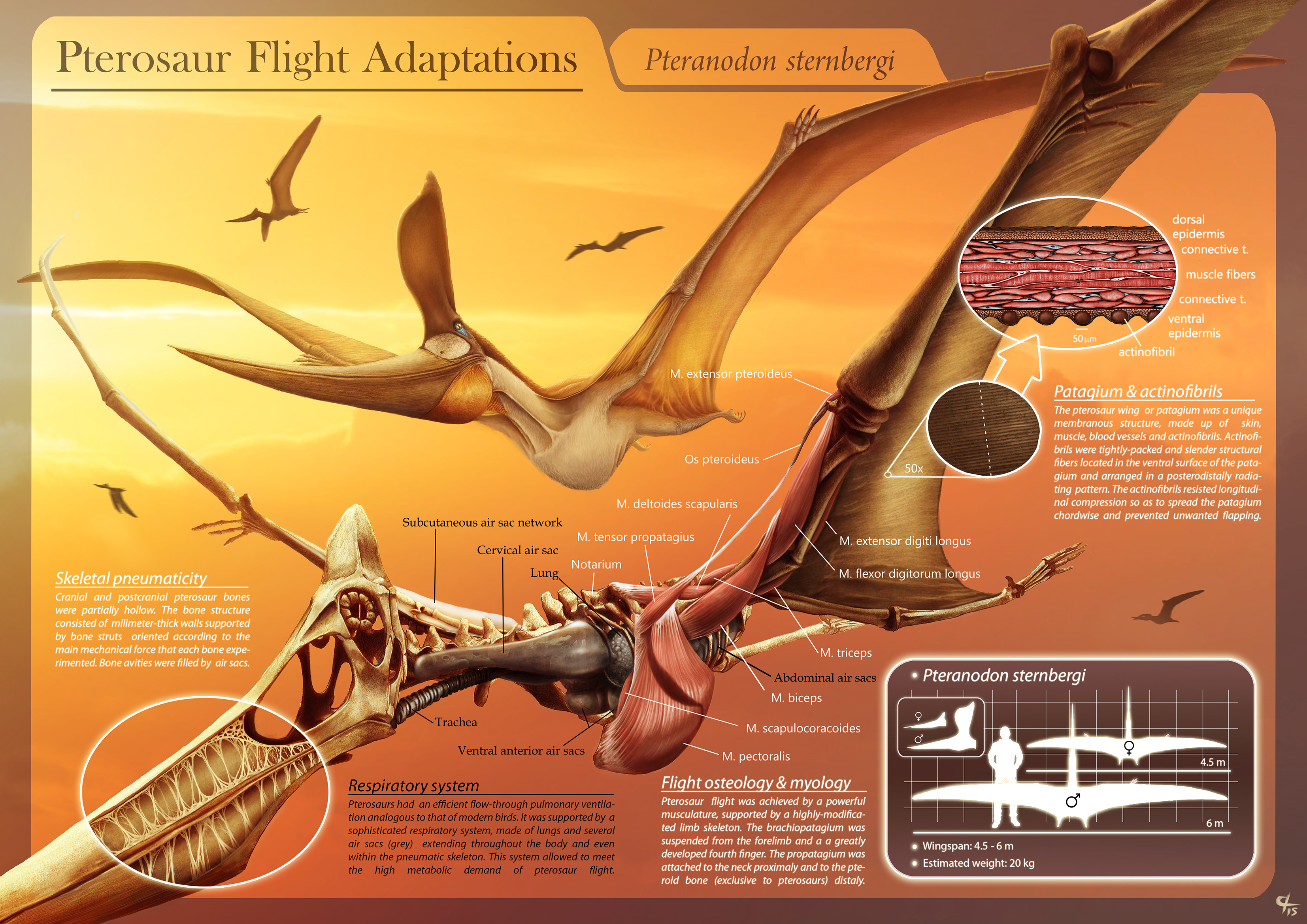
Principais adaptações anatômicas e fisiológicas que possibilitaram uma capacidade de locomoção aérea eficiente nos pterossauros (ossos pneumáticos, membrana da asa, sistema respiratório e musculatura). Autor: Hugo Salais López.

### Asas
Muitas das interpretações relativas a estrutura das asas dos pterossauros se baseiam na comparação destas estruturas com as asas dos tetrápodes voadores atuais. No entanto, ainda há discussão sobre se os modelos de de asas de pterossauros deveriam se assemelhar mais com as asas dos morcegos, devido a aparente semelhança morfofuncional, ou com as asas das aves, devido a maior proximidade filogenética. De acordo com informações obtidas com indivíduos fossilizados, as asas dos pterossauros eram membranosas e se estendiam lateralmente ao corpo desde o quarto dedo hiperalongado (sinapomórfico do grupo) até o tornozelo. Apesar disso, há incerteza em relação à extensão e ao contorno da margem posterior da membrana devido à dificuldade em encontrar registros fossilíferos contendo os tecidos moles da asa bem preservados. Alternativamente, modelagens computacionais baseadas em conhecimentos morfológicos e biomecânicos tem sido utilizadas para se especular o contorno posterior das asas de pterossauros, e têm indicado que provavelmente tal contorno deveria ser côncavo.
Sabe-se que a membrana das asas era constituída não só por pele mas também por camadas de tecido fibroso e muscular, além de apresentar um sistema circulatório em espiral bastante complexo. Além desses constituintes, as asas dos pterossauros apresentavam estruturas únicas denominadas de actinofibrilas que se arranjavam em um padrão paralelo. Embora  a composição das actinofibrilas não seja conhecida, acredita-se que tais estruturas seriam compostas de queratina caso fizessem parte do tecido epitelial ou por colágeno se fossem estruturas internas. De todo modo, serviam para aumentar a rigidez da membrana da asa, permitindo um maior suporte ao estresse aerodinâmico, o que é particularmente importante nos animais de grande massa e pode ajudar a explicar como os pterossauros gigantes podiam voar. Na região proximal das asas, as actinofibrilas corriam quase perpendicularmente aos ossos do braço e da mão, enquanto que na região mais distal da asa elas se arranjavam quase que em paralelo ao quarto dedo, o que tornava possível o dobramento da asa.

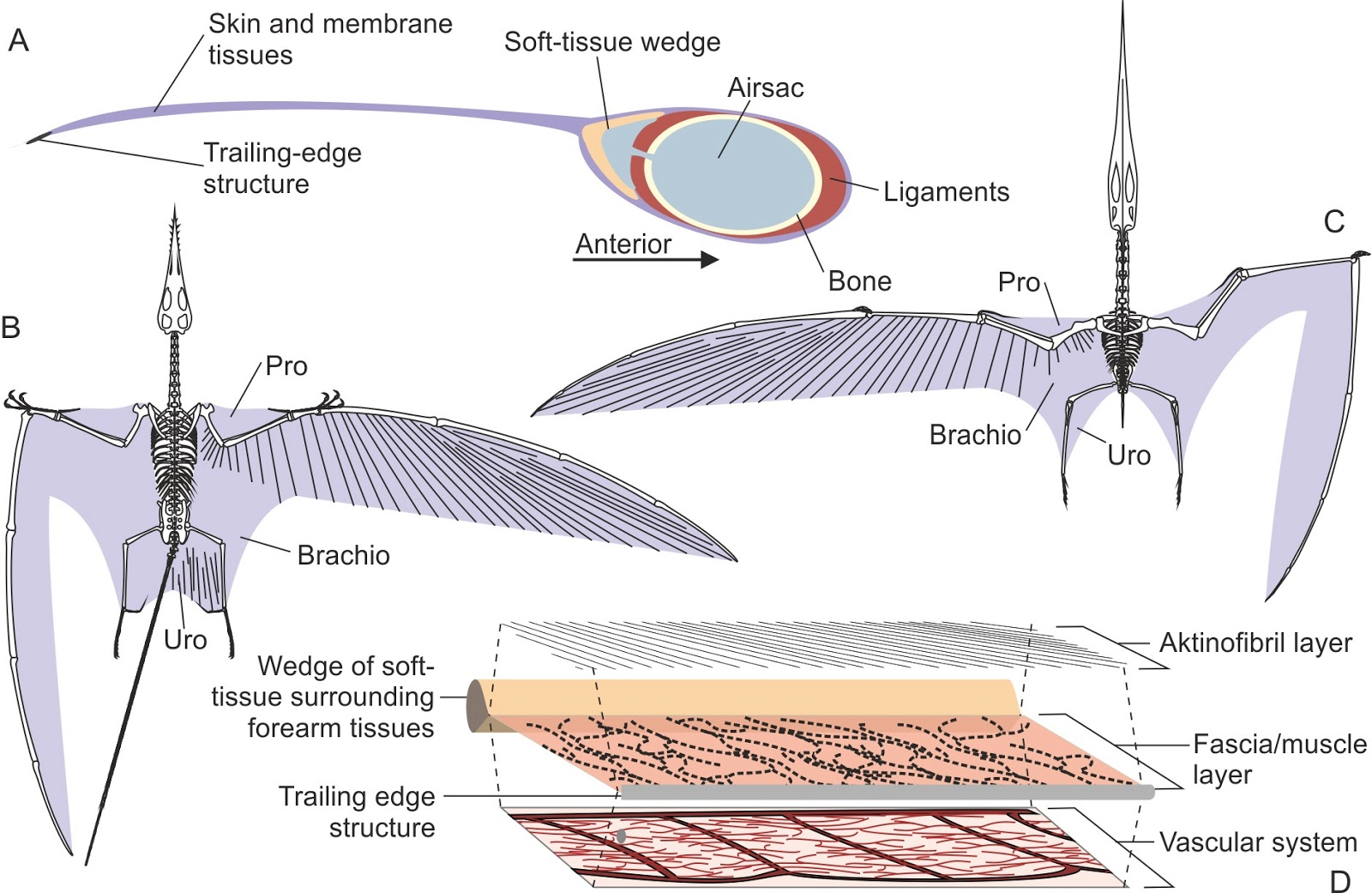
Estrutura detalhada da asa de pterossauros. A: pneumatização dos ossos e extensão lateral da membrana da asa. B e C: dobramento e principais regiões da asa (braquiopatagium, propatagium e uropatagium) em um pterossauro de cauda longa e em outro de cauda curta, respectivamente. D: principais camadas constituintes da asa (actinofibrilas, muscular e vascular).

As asas dos pterossauros podem ser divididas em 3 porções. A porção anterior, o propatagium, era a porção presa entre o pulso e o ombro e sofria bastante com os efeitos da resistência do ar. Já o braquiopatagium  era a principal porção da asa e conectava o quarto dedo aos membros posteriores. Pode ainda ser subdividido em dactylopatagium e plagiopatagium, em que o dactylopatagium é mais distal, próximo ao quarto dedo, e apresenta uma rede organizada de actinofibrilas, ao passo que o plagiopatagium é mais proximal e apresenta poucas actinofibrilas. Por fim, os pterossauros apresentavam uma membrana que se estendia entre as pernas e que era conhecida como cruropatagium. Em alguns casos o cruropatagium também incluía a cauda, sendo então denominado de uropatagium.
A membrana da asa dos pterossauros era apoiada pelos ossos dos membros anteriores. Nesse sentido, o úmero era curto e pneumático, porém extremamente resistente e reforçado por escoras ósseas sendo que a maioria dos músculos da asa se ligavam a sua crista deltapeitoral. Por outro lado, a ulna e o rádio eram muito mais longos e provavelmente possuíam mobilidade reduzida. Além destes, os pterossauros apresentavam um osso exclusivo denominado de pteróide, que se acredita ser um osso carpal (que constitui o pulso) distal modificado, o qual auxiliava a dar suporte ao propatagium. Há certa discussão sobre se o osso pteróide apresentava mobilidade já que sua estrutura parece ser bastante delicada para isso, embora seja possível que o pteróide sofresse pequenos ajustes em sua posição de modo a manter o controle fino do voo. O pulso dos pterossauros ainda possuía mais quatro carpos distais, um deles conhecido como carpo medial que se encaixava numa face biconvexa do sincarpo distal, o qual era formado pela união dos demais carpos distais. Além dos carpos distais, os pterossauros ainda apresentavam dois carpos proximais que formavam um sincarpo.

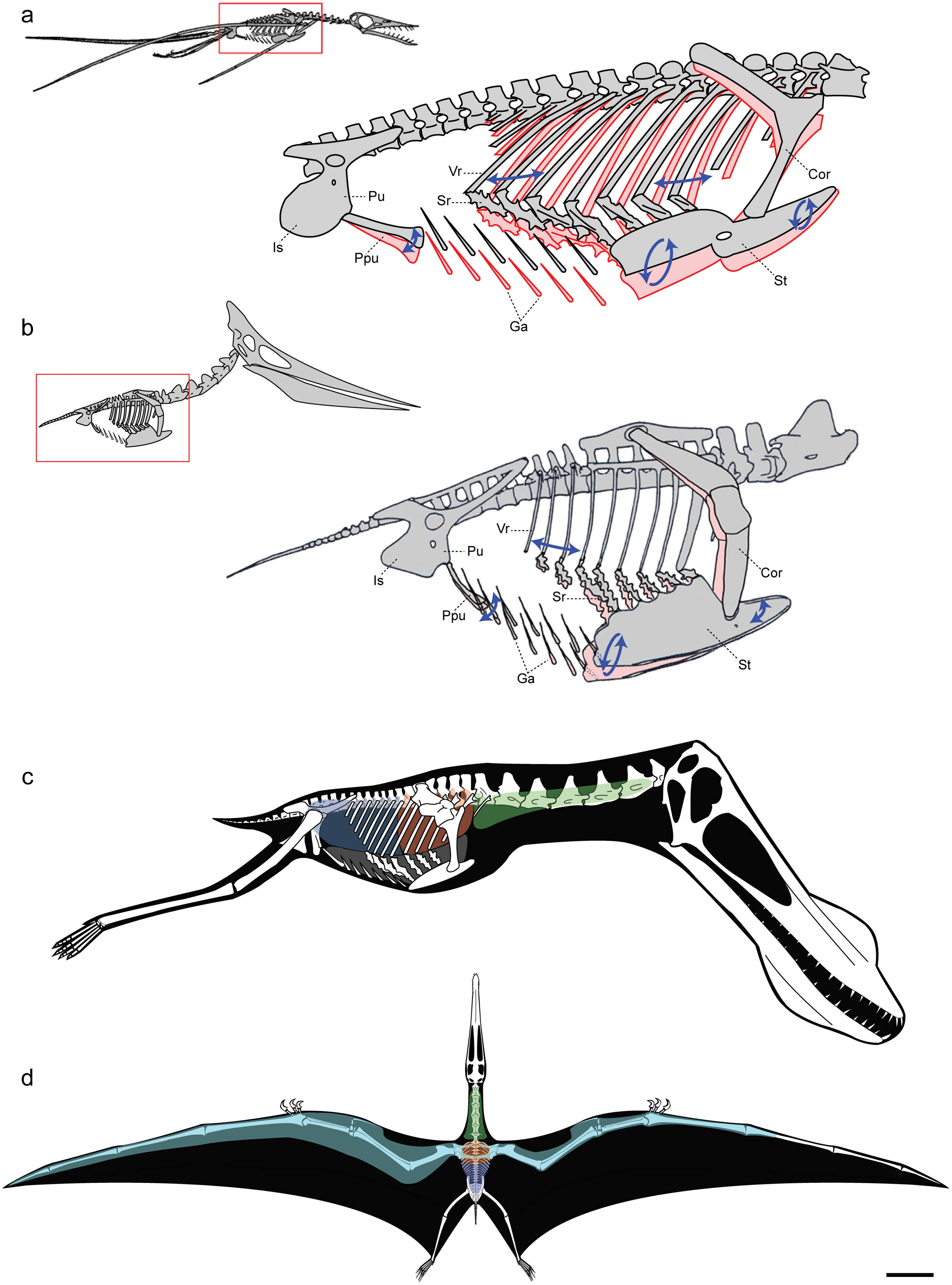
Modelo do movimento respiratório (a e b) e sistema de sacos aéreos (c e d). Em c, é mostrado a visão lateral da posição inferida dos sacos aéreos pulmonares (laranja), cervical (verde) e abdominal (azul). A figura d mostra a posição inferida das redes de divertículos subcutâneas ao longo da asa (azul claro). Autores: Leon P. A. M. Claessens, Patrick M. O'Connor, David M. Unwin.

### Ossos e Sacos aéreos
O desenvolvimento da capacidade de voo pelos pterossauros só foi possível devido à existência de um esqueleto bastante especializado. Assim como as aves, os pterossauros apresentavam ossos pneumáticos, característica que permitia uma diminuição da massa óssea e, consequentemente, do peso do animal, o que permitiu que vários representantes dos pterossauros atingissem tamanhos muito grandes, ultrapassando envergaduras de 10 metros. A pneumatização esquelética nesses animais é inferida pela presença de forames pneumáticos, que consistem em estruturas externas que se conectam às cavidades internas desse tipo ósseo, permitindo entrada de ar em seu interior. A posição, a forma e o número destes forames podem variar entre os táxons de pterossauros. Além disso, há distinções entre os forames pneumáticos presentes nas vértebras cervicais dos pterossauros em relação àqueles encontrados em aves, diferindo em posição, tamanho e número dependendo da região considerada.
Os pterossauros também apresentavam sacos aéreos, estruturas que são observadas como parte do sistema respiratório de aves atuais. Os sacos aéreos auxiliariam na ventilação pulmonar unidirecional desses animais, de maneira semelhante às aves, suprimindo as necessidades respiratórias e metabólicas e fornecendo um potencial para voos ativos
. Em pterossauros ornitocheiroides e azhdarcoides (pterodáctilos), o desenvolvimento de sacos aéreos no patagium ("membrana") de seus membros anteriores teria a função de fornecer oxigênio aos músculos da asa e pneumatizar esses membros.
A pneumatização pós-craniana por sacos aéreos ocorre através de um processo no qual o epitélio respiratório invade partes do esqueleto, deixando aberturas e escavações distintas nos ossos, o que permite a passagem de ar para dentro do osso e é encontrada inequivocamente apenas em pterossauros, aves atuais e dinossauros saurísquios. Alguns pterodáctilos apresentavam um sistema de sacos de ar subcutâneos que desempenhava um papel na redução da densidade, o que também facilitou a evolução de formas gigantes. Eles também poderiam ser inflados, tornando as asas mais largas e alterando propriedades mecânicas das superfícies de controle de voo, como a rigidez.Pterossauros pequenos possuíam pneumatização dos membros reduzida ou mesmo ausente, o que pode ser explicado pela menor necessidade em reduzir o peso do animal.
Outras adaptações esqueléticas também pareciam ser importantes para aumentar a capacidade de voo dos pterossauros. A exemplo disso estão processos ventrais e dorsais das costelas esternais denominados de esternocostapófises que permitiam que os músculos intercostais movessem mais as costelas esternais durante a ventilação pulmonar. Além disso, nos grandes pterodáctilos as costelas vertebrais eram fundidas às vértebras, as quais também eram fundidas entre si, formando uma estrutura que podia suportar grandes tensões mecânicas durante o voo.

### Modificações nervosas e sensoriais
Com a utilização da tomografia computadorizada, tornou-se possível estudar mais a fundo o sistema nervoso dos pterossauros. As imagens obtidas mostram que esses animais apresentam cérebro e cerebelo muito desenvolvidos. Este último se destaca por apresentar grande expansão dos lobos floculares, que provavelmente atuavam integrando sinais  proprioceptivos e de mudança pressão captados pelas asas e, a partir deles, comandavam uma resposta de ajuste do equilíbrio, o qual é imprescindível para a manutenção do voo. Os lobos ópticos dos pterossauros eram deslocados ventrolateralmente e se acredita que sua visão deveria ser aguçada, permitindo um melhor controle de sua orientação no espaço durante o voo. Dessa forma, é provável que os pterossauros utilizassem seu refinado controle nervoso e sensorial para fazer ajustes importes na forma da asa que implicavam em mudanças na velocidade e direção do voo.

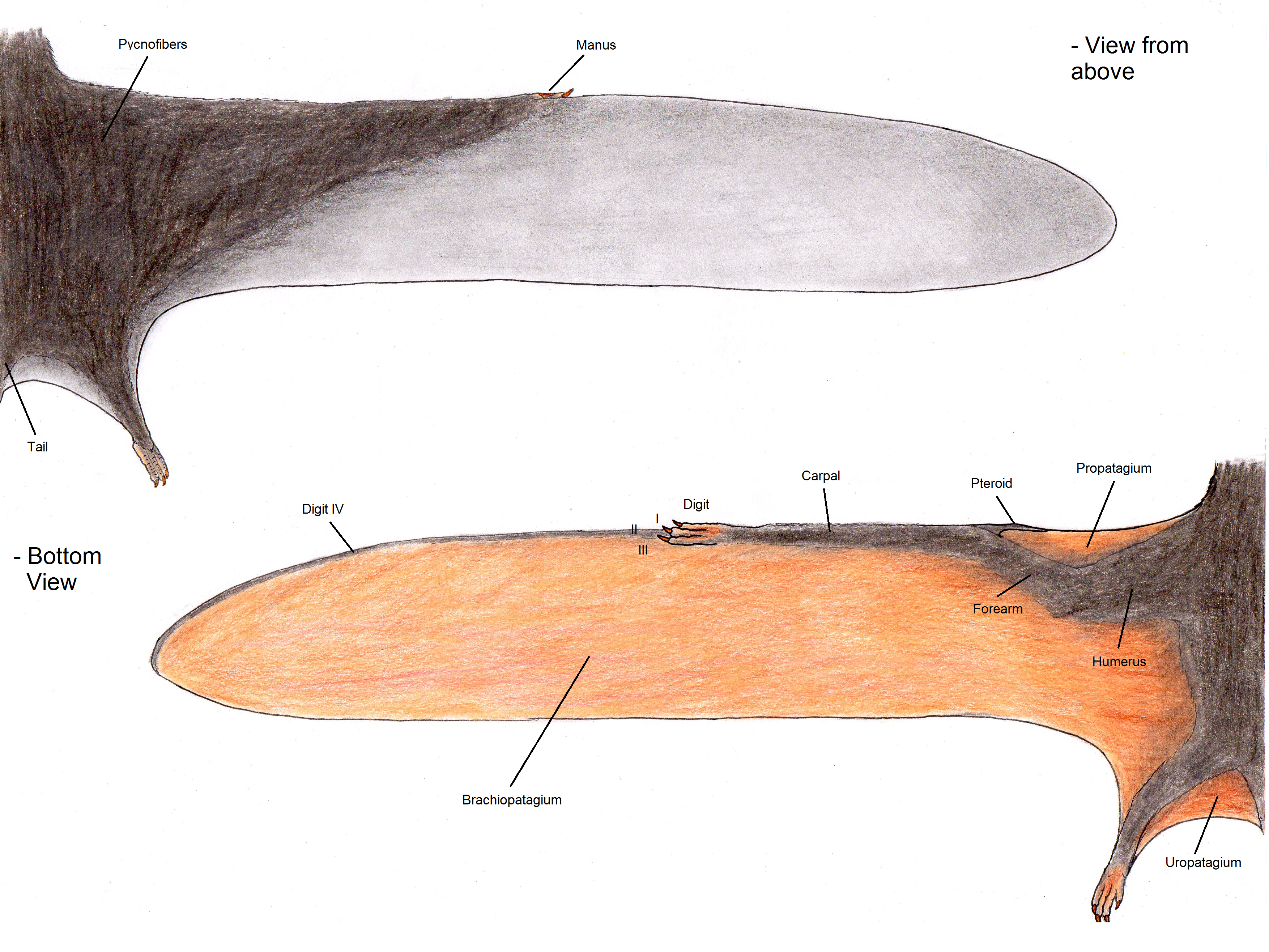
Anatomia da asa dos pterossauros. A figura acima mostra a vista dorsal da asa, onde pode-se observar picnofibras recobrindo as costas do animal e parte da asa. Abaixo, há a vista ventral da asa, com detalhes dos dígitos, do membro anterior e das membranas que a compunham. Autor: Federico benzan.

### Endotermia
Evidências fósseis indicam que o tegumento dos pterossauros era recoberto por estruturas filamentosas curtas e flexíveis análogas aos pelos dos mamíferos e provavelmente homólogas às penas vexiladas encontradas nas aves atuais, as picnofibras. É provável que as picnofibras estejam relacionadas a manutenção da temperatura corpórea ao restringirem a perda de calor do corpo do animal. Dessa forma, acredita-se que as picnofibras sejam um forte indício de que os pterossauros possuíam um metabolismo endotérmico.  Adicionalmente, a inferência de que pterossauros provavelmente possuíam elevada taxa metabólica e a possibilidade de que sistemas de sacos aéreos também estivessem relacionados com a manutenção da temperatura corporal nestes animais fortalece a ideia de sua endotermia. A endotermia parece ser importante para o voo por aumentar a capacidade aeróbia do animal e assim permitir uma capacidade locomotora cada vez mais sustentada. Além disso, a manutenção da temperatura pode ser particularmente importante para animais que voam em altitudes elevadas e, consequentemente, estão sujeitos a um ambiente externo com temperaturas baixas.

## Biomecânica do voo
Embora a mecânica por trás do voo dos pterossauros não seja totalmente compreendida, muitos aspectos foram desvendados sobre a capacidade e a forma como eles desempenhavam esse tipo de locomoção de maneira tão eficiente.

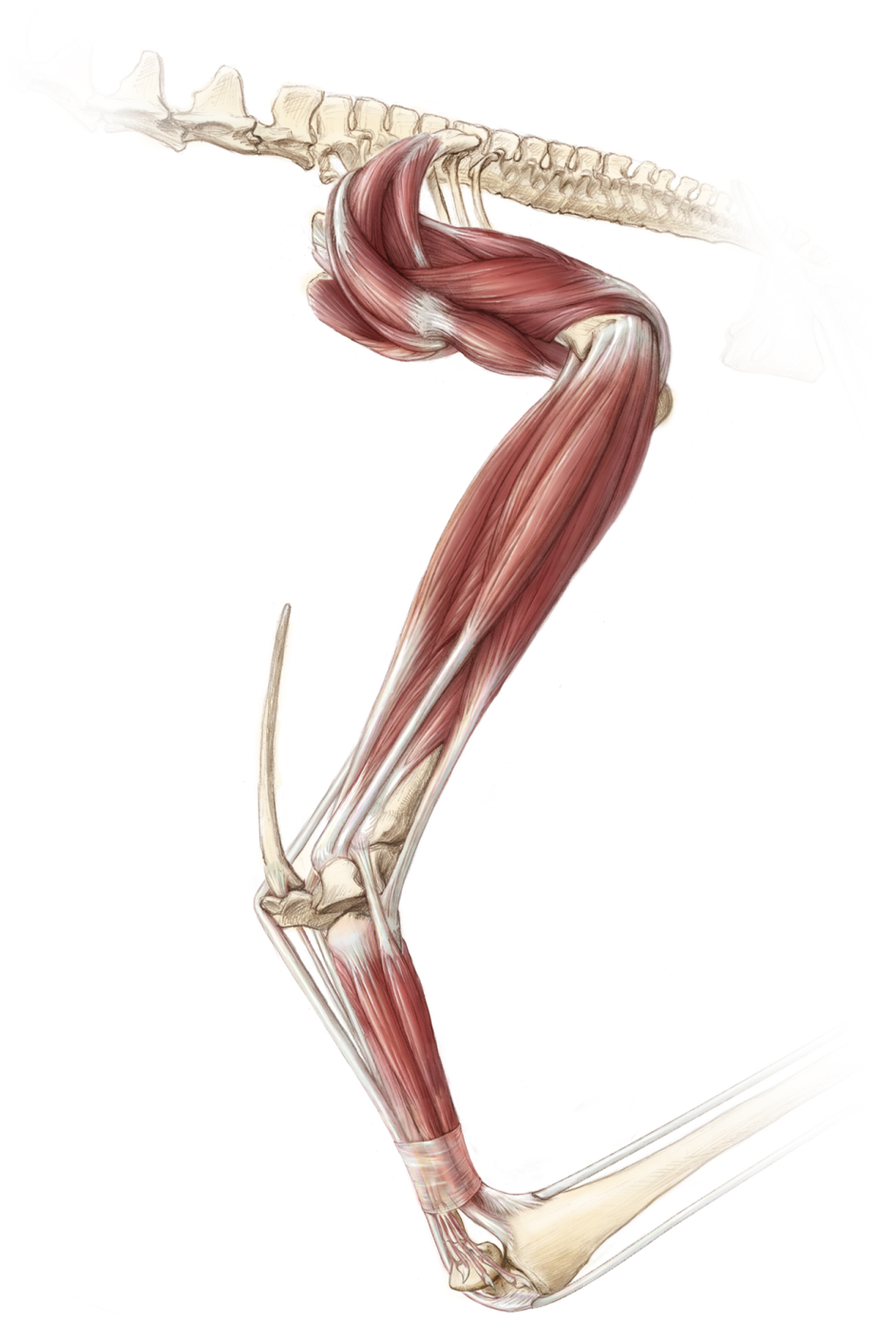
Vista lateral da musculatura do membro anterior em Anhanguera santanae (Ornithocheiridae). A musculatura é extensa, com vários grupos de músculos distribuídos fornecendo a força para o voo. Autor: Julia Molar.

Para iniciar o voo, os pterossauros utilizavam um método de salto e lançamento através da força exercida pelos seus membros posteriores e, principalmente, anteriores no solo. Ao contrário das aves, cujas pernas fornecem a maior parte da força de decolagem para o voo, os pterossauros apresentavam membros anteriores muito mais fortes, com uma musculatura muito mais desenvolvida e ossos maiores quando comparados aos posteriores. Portanto, durante esse movimento de salto, os pterossauros, em uma posição de agachamento, empurram o substrato com seus membros inferiores, permanecendo sustentados apenas por seus membros dianteiros, que, em seguida, realizam a maior parte da força sobre o solo para promover o lançamento do animal até grandes alturas. Acredita-se que esse tipo de movimento, denominado “lançamento quadrúpede”, permitiu o lançamento de espécies gigantes, como o Quetzalcoatlus northropi, de forma veloz e sem a necessidade de vento. Além disso, é possível que os pterossauros, assim como as aves, decolassem preferencialmente em locais elevados, como uma árvore ou um penhasco. Ao fazerem isso, há inicialmente a perda de altura devido a gravidade, no entanto a velocidade aumenta devido a conversão da energia potencial gravitacional em energia cinética resultando em aumento da sustentação (força de elevação).
Durante o voo, as asas dos pterossauros seriam responsáveis por gerar as forças de propulsão e suporte de peso. As asas desses animais eram constituídas por uma membrana elástica, que poderia mudar de forma e alongar com as forças produzidas ao levantar e arrastar as asas (batimento das asas). Esse alongamento da membrana produziria uma curvatura na asa, que em aerodinâmica é referida como Camber, o que resulta na geração de sustentação na asa e de altos coeficientes de elevação. Outro fator importante nesse caso é o fato das asas dos pterossauros serem mais grossas na borda da frente, voltada para a direção do voo, uma vez que a maneira como o ar acabaria fluindo em torno dela contribuiria para gerar sustentação.

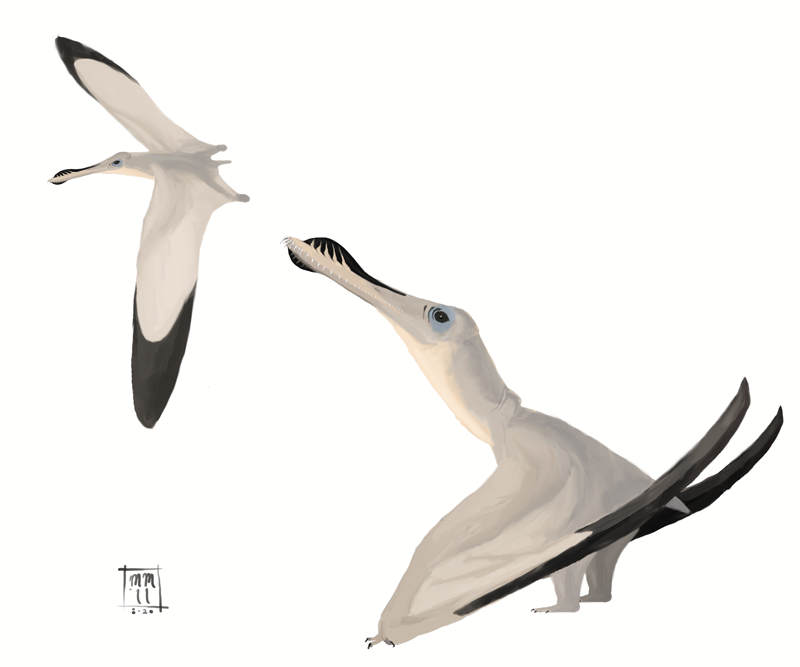
Reconstrução do pterossauro brasileiro Anhanguera blittersdorffi. Autor: Matt Martyniuk. A ilustração superior e à esquerda mostra a forma de locomoção aérea (voo). Abaixo e à direita, pode-se observar a posição quadrúpede que os pterossauros apresentavam quando permaneciam no solo.

O voo precisa atingir um equilíbrio entre as forças de peso, sustentação, impulso e arrasto. O batimento das asas impulsiona os pterossauros para frente, neutralizando o arrasto gerado pela resistência do ar. Por sua vez, o peso do animal é balanceado com a sustentação. O braquiopatagium seria a principal fonte de elevação e impulso das asas para o voo. Além dele, o uropatagium também corresponderia a uma superfície de elevação importante nesses animais. O uropatagium teria uma grande relevância para manobras aéreas feitas por esses animais, como a realização de curvas fortes, a partir do movimento rápido de uma das pernas, ou inclinação para manobras mais apertadas. Por sua vez, o propatagium seria utilizado para alterar a curvatura da asa e o fluxo de ar sobre a borda de ataque dela. Dessa forma, durante o lançamento, essa região, por meio do movimento do pteróide (osso projetado a partir do pulso que apoia a membrana do propatagium), assumiria uma configuração de maior sustentação para a asa, além de reduzir o arrasto.
As pontas arredondadas das asas, ao invés de um formato pontiagudo, também seriam de extrema importância para que esses animais não apresentassem uma maior propensão à parada, passando a realizar mais queda do que voo.

Os pterossauros possuíam uma diversidade grande de técnicas de voo diferentes. Pterossauros marinhos com um corpo grande apresentavam asas longas e estreitas, que permitiam esses animais realizarem pausas no batimento de suas asas ao subirem por correntes térmicas de ar ou planarem através das rajadas de ventos oceânicos, assim como aves marinhas. A partir dessas fontes externas de sustentação, esses grandes pterossauros eram capazes de viajar por longas distâncias e em altas velocidades. Pterossauros mais leves poderiam apresentar asas mais robustas, que seriam utilizadas com uma alta frequência de batidas, mas com um maior controle de velocidade e direção.

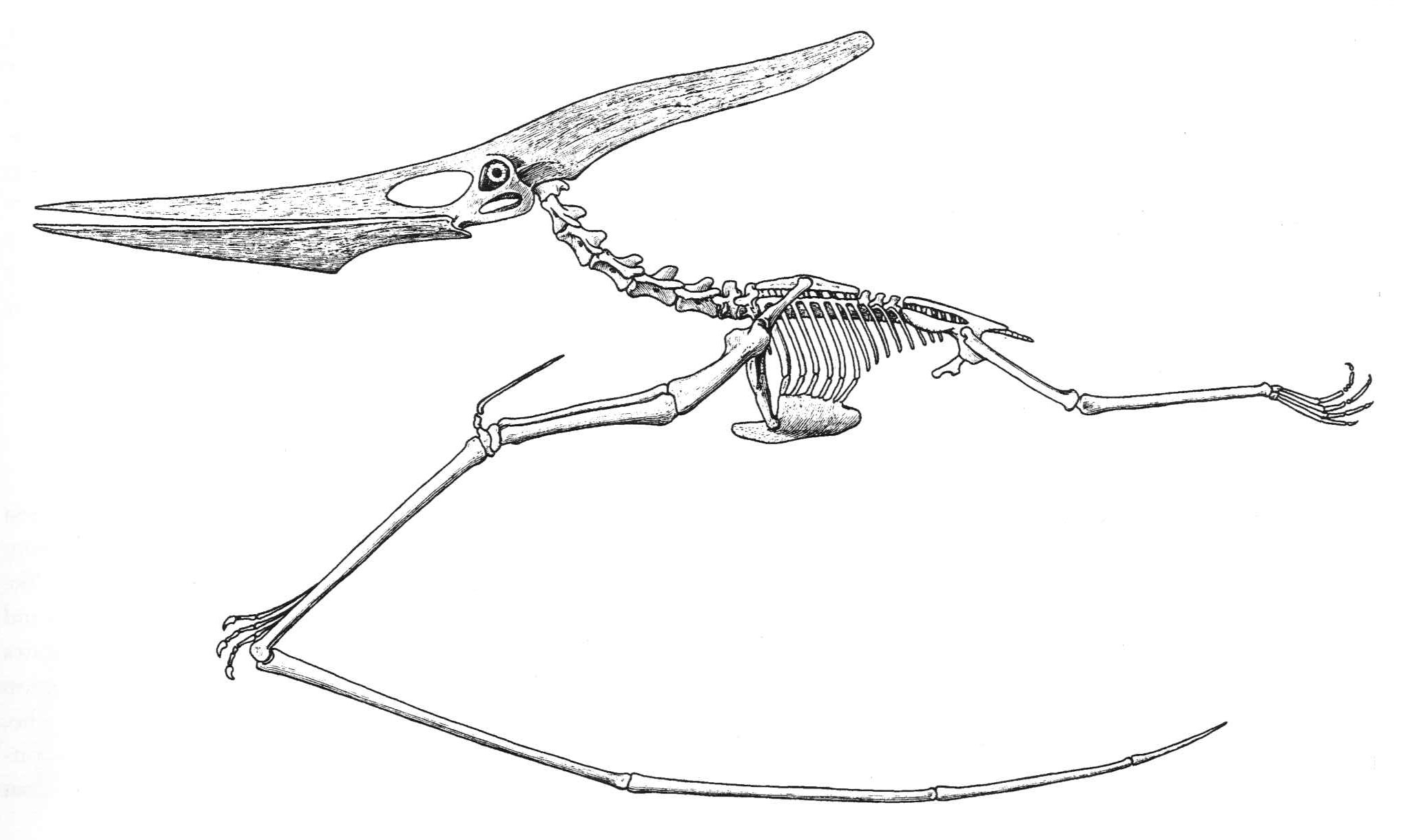
Reconstrução do esqueleto de um Pteranodon. Autor: George F. Eaton. Seus membros anteriores apresentam ossos mais longos e largos em comparação aos seus membros posteriores, permitindo o lançamento quadrúpede. Além disso, pode-se visualizar a grande crista que esses animais apresentavam em seus crânios.

De acordo com outros estudos, os pterossauros teriam sido adaptados a um regime de voo de baixa velocidade, já que seus ossos pneumáticos apresentavam paredes finas e estariam suscetíveis a danos por impactos. Assim, a capacidade de pouso em baixa velocidade contribuiria para evitar ferimentos, auxiliando a permitir que os pterossauros atingissem maiores tamanhos muito maiores do que as aves existentes. Durante a aterrissagem, a asa seria inclinada justamente para reduzir a velocidade e o uropatagium poderia servir como um amortecedor, minimizando a chance de um grande impacto. Portanto, esse regime de voo não seria adequado ao estilo marinho de planar dinâmico que requer altas velocidades, mas estaria adaptado à elevação térmica, que é relativamente mais fraca.
A presença de picnofibrilas formando uma cobertura filamentosa ao redor do corpo e das asas dos pterossauros contribuiriam na otimização da superfície corporal reduzindo a força de arrasto durante o voo, produzida pela resistência do ar ao avanço. Outra característica, a crista craniana de Pteranodon, também pode estar associada com funções aerodinâmicas durante o voo. Muitas vezes ela é assumida como um mecanismo de frear o ar e reduzir a velocidade durante o pouso, uma estrutura para fornecer direção ou uma forma de contrapeso para os movimentos cranianos permitindo uma posição mais estável para o voo.

## Evolução do voo
Os Pterossauros viveram durante 150 milhões de anos na era Mesozóica, tendo uma grande radiação no final do Triássico e se extinguindo ao final do Cretáceo. Apesar da grande diversidade, o registro fossilífero dos pterossauros é relativamente pobre, o que pode ser explicado pelo menos em parte devido a fragilidade e delicadeza de seus ossos, tornando mais difícil a sua fossilização e, consequentemente, a reconstrução precisa de suas características anatômicas e de sua história evolutiva.  Nesse sentido, não se conhece muito sobre o último ancestral comum dos Pterossauros e, portanto, a origem do voo destes animais também é incerta. Reconstruções recentes do ancestral dos Pterossauros sugerem que este era um animal de pequena estatura que escalava árvores na procura de alimento na forma de pequenos invertebrados. Este ancestral possuía projeções epidérmicas na parte de baixo de seus braços, permitindo planagem para a captura de insetos voadores e estas projeções, juntamente à musculatura desenvolvida por seu hábito de vida escalador, iriam resultar no movimento de batimento de asas, configurando a primeira instância de voo neste clado.
Ao longo de sua história evolutiva, os pterossauros exibiram de uma forma geral uma tendência de aumento da eficiência do voo, no entanto esse padrão não é observado nos Azhdarchoidea. Os representantes deste grupo tinham grande dependência do solo, especialmente para o forrageamento, o que levou esse grupo a sofrer menor pressão seletiva para a melhora do voo em comparação aos demais pterossauros. Outra tendência evolutiva observada nos pterossauros foi o aumento de tamanho, porém ainda há discussão se isso estaria relacionado com o aumento da eficiência do voo ou se seria fruto simplesmente da regra de Cope.

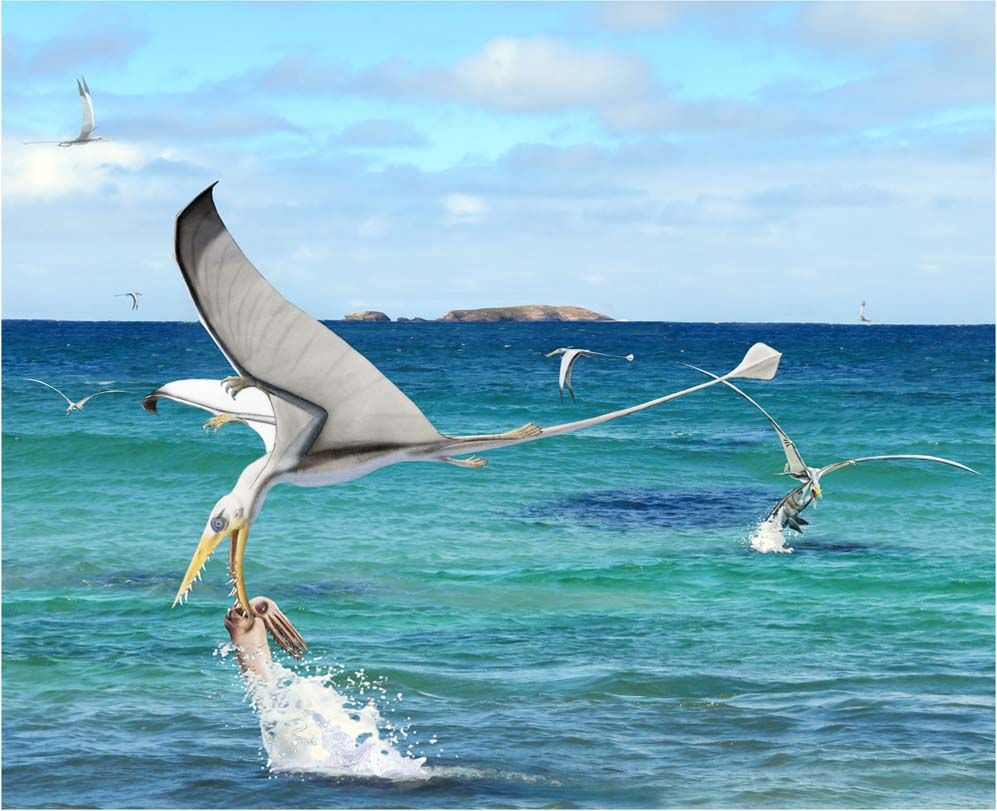
Reconstrução de um ranforrínco pescando.

O surgimento das asas nos pterossauros parece estar relacionado com alterações no seu desenvolvimento embrionário. Nestes animais a degeneração do broto que daria origem ao dígito V leva os pterossauros a possuírem membros anteriores com 4 dígitos, cujos dígitos I-III são curtos, enquanto que o dígito IV é extremamente alongado devido possivelmente ao broto do braquiopatagium que teria estimulado o desenvolvimento ósseo das suas falanges através da produção de morfógenos. Em pterossauros basais os metacarpos de cada dedo são curtos, no entanto em pterodactilóides os metacarpos passaram a ter comprimentos variados, o que parece ter possibilitado a conquista de ambientes mais diversificados.

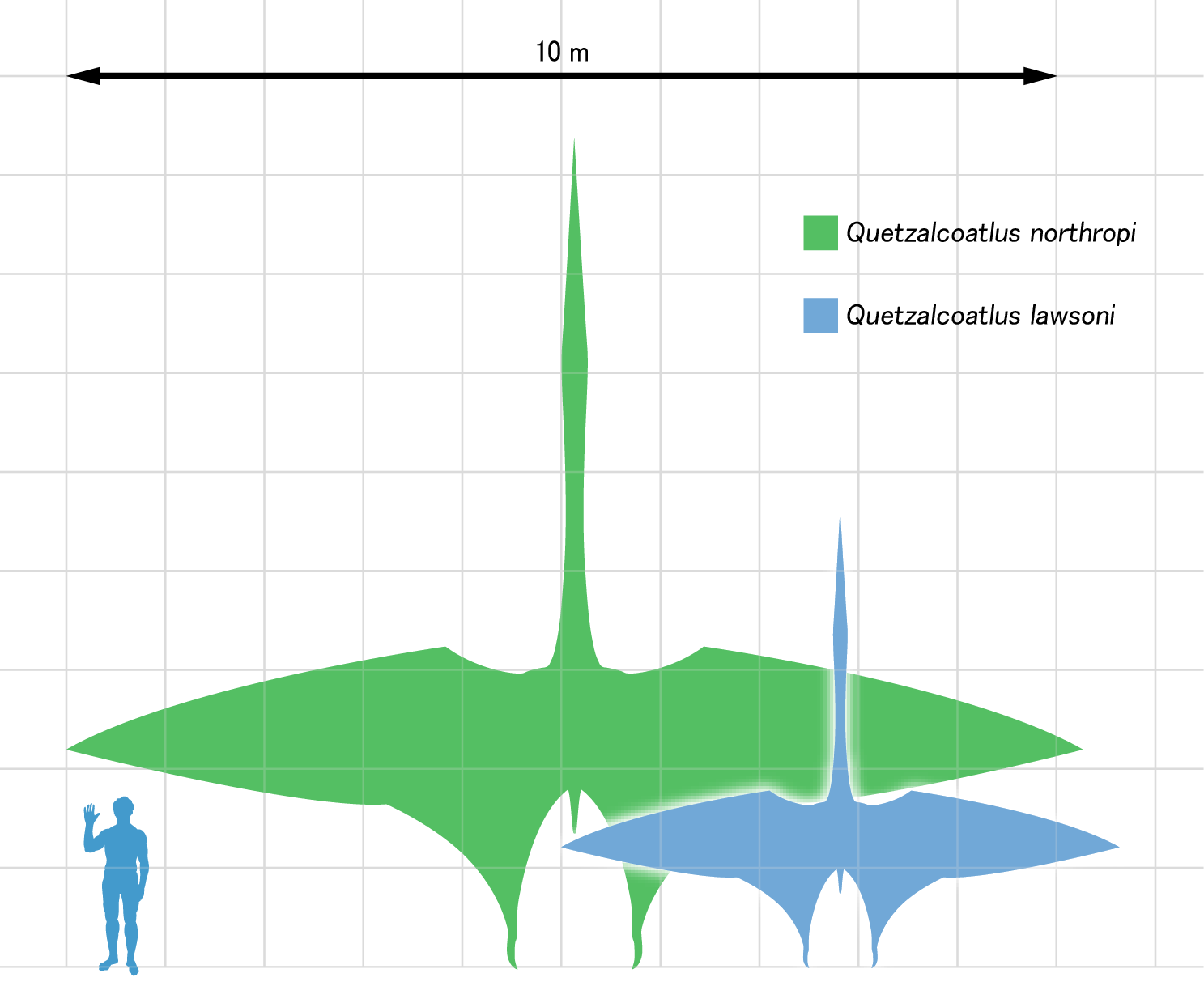
Comparação do tamanho de duas espécies de Quetzalcoatlus em relação a um ser humano adulto.

Pterossauros mais basais como Preondactylídeos são considerados generalistas em seus padrões de voo, sem se especializar em nenhum tipo em particular de voo, ao contrário do que é observado em grande parte dos pterossauros mais derivados. Além disso, grupos basais como Ctenochasmatóides e Dsungaripteroides parecem ter pneumatização reduzida ou ausente. Ranforríncos com o bauplan de rhanphorhynchinidae são interpretados com voo do tipo crescente, com pouco batimento de asas, usado somente para manutenção da altitude, análogo à gaivotas, inferido não apenas pela sua anatomia mas também pela sua paleobiologia. Estes animais eram exímios pescadores e já eram capazes de voar logo após eclodirem de seus ovos. Os ranforríncos possuíam cauda alongada, característica considerada primitiva dentro do grupo dos pterossauros.
Anurognathidaes possuíam estatura diminuta e se alimentavam principalmente de pequenos insetos voadores, portanto possuíam vôos de maior manobrabilidade, refletido no formato de suas asas e no encurtamento de sua cauda. Esta última teria semelhança morfofuncional com o pigóstilo encontrado nas aves modernas. Contrastando à este tipo de voo, temos diversos grupos de pterossauros notáveis por seus voos intensos e de longa distância e duração, como exemplares destes tipos de voo temos Pteranodontes e Quetzalcoatlus, o maior animal voador conhecido.
Em suma, a diversidade dos pterossauros se reflete nos padrões de voo encontrados nas diferentes espécies.